# Carlo Fregosi
Carlo Fregosi (ur. 15 października 1890 w Savonie, zm. 13 listopada 1968 tamże) – włoski gimnastyk, dwukrotny medalista olimpijski.
Dwukrotnie reprezentował barwy Zjednoczonego Królestwa Włoch na letnich igrzyskach olimpijskich (Sztokholm 1912, Antwerpia 1920), w obu przypadkach zdobywając złote medale w wieloboju drużynowym.